# Landdagverkiezingen DDR 1950
De Landdagverkiezingen in de DDR op 15 oktober 1950 waren de laatste deelstaat-verkiezingen in de DDR. In 1952 werden de deelstaten opgeheven en vervangen door districten.
In tegenstelling tot de Landdagverkiezingen van 1946 waren de verkiezingen van 1950 vrij noch geheim. Er werd gewerkt met eenheidslijsten van het Nationaal Front, waarbij de zetelverdeling en de namen van de kandidaten al van tevoren waren vastgesteld. Terwijl de blokpartijen al gezuiverd waren van tegenstanders van het regime, werd ervoor gezorgd dat de kandidaten van de SED en de door haar gecontroleerde massabewegingen op iedere lijst de absolute meerderheid vormden.
Om de theoretische mogelijkheid te voorkomen dat de lijst in zijn geheel zou worden weggestemd waren de verkiezingen niet geheim. Kiezers die blanco of tegenstemden moesten rekening houden met consequenties. De uitslagen waren navenant:
| Deelstaat                 | Opkomstpercentage | Voorstemmen | Tegenstemmen | Ongeldige stemmen |
| ------------------------- | ----------------- | ----------- | ------------ | ----------------- |
| Brandenburg               | 98,6 %            | 99,9 %      | 0,1 %        | 0,1 %             |
| Mecklenburg-Voor-Pommeren | 99,2 %            | 99,9 %      | 0,1 %        | 0,1 %             |
| Saksen                    | 98,1 %            | 99,8 %      | 0,2 %        | 0,1 %             |
| Saksen-Anhalt             | 99,1 %            | 99,8 %      | 0,2 %        | 0,2 %             |
| Thüringen                 | 98,2 %            | 99,1 %      | 0,9 %        | 0,3 %             |